# Chloe Fineman
Chloe Fineman, född 20 juli 1988 i Berkeley, är en amerikansk komiker och skådespelare.
Sedan 2019 är Fineman en del av skådespelarensemblen i sketchprogrammet Saturday Night Live. Hon har även medverkat i filmerna My Ex-Friend's Wedding och Megaloplis.

## Filmografi (i urval)
- 2019–2024 – Saturday Night Live (TV-serie)
- 2023 – Twisted Metal (TV-serie)
- 2023 – Megalopolis
- 2024 – Dumma mej 4
- 2024 – My Ex-Friend's Wedding